# Прослушка
«Прослу́шка» (англ. The Wire) — американская телевизионная полицейская драма, действие которой происходит в Балтиморе и его окрестностях. Создатель и основной сценарист шоу — Дэвид Саймон, писатель и бывший журналист криминальной хроники. Сюжет во многом основан на личном опыте друга Дэвида Саймона, одного из сценаристов и продюсеров сериала Эда Бёрнса, который работал в отделе по расследованию убийств полиции Балтимора и принимал участие в длительных расследованиях дел о наркотиках с использованием прослушивающей аппаратуры. Сериал транслировался по кабельному каналу HBO с 2 июня 2002 по 9 марта 2008 года. Было показано 5 сезонов по 10—13 серий в каждом (всего 60 эпизодов).
Каждый сезон «Прослушки» акцентирует внимание на определённой сфере городской жизни Балтимора и её взаимосвязи с правоохранительными органами, сохраняя при этом сюжетные линии предыдущих сезонов. В центре сюжета по порядку оказываются: наркоторговля, морской порт, городская администрация, школьная система и печатные средства массовой информации. На большинство ролей были приглашены малоизвестные актёры. В съёмках к тому же были задействованы многочисленные фигуры из реальной жизни Балтимора и Мэриленда.
Высокие оценки сериал заслужил благодаря детально проработанной тематике, за его необычайно острое исследование социальных и политических тем, за реалистическое изображение городской жизни. «Прослушка» не достигла большого коммерческого успеха и не получила главных телевизионных наград, но при этом стабильно входит в первую десятку лучших телешоу по версии сайта IMDb и, по мнению ряда критиков, является «величайшим из когда-либо созданных телевизионных сериалов».

## Синопсис
Подразделение полицейских в Балтиморе пытается с помощью специальных средств и мероприятий по прослушиванию и скрытой видеосъемки довести до суда расследование преступлений организованных преступных групп, которые занимаются незаконным распространением наркотиков. При этом детективам приходится сталкиваться с политическими и коррупционными мотивами собственного начальства.

## История создания

### Шоураннер

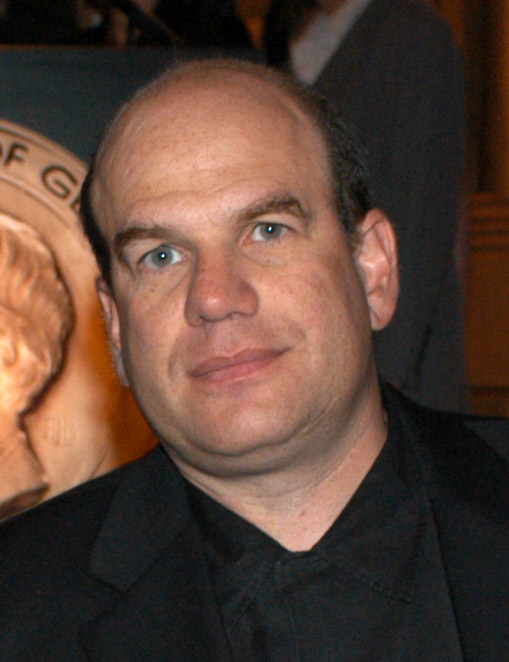
Создатель сериала Дэвид Саймон

Дэвид Саймон — создатель сериала, главный сценарист и исполнительный продюсер. В 1991 году он опубликовал свою первую документальную книгу «Homicide: A Year on the Killing Streets», рассказывающую о работе полицейских из отдела по расследованию убийств. На основе реальных историй из этой книги в 1993 году был создан телесериал «Убойный отдел», в котором Саймон выступил как сценарист, а затем и как продюсер. Действие сериала разворачивалось также в Балтиморе. Однако при работе над тем проектом у Саймона произошёл конфликт с руководством канала NBC, которые были недовольны пессимизмом сериала. В работе над следующим своим мини-сериалом «Угол» Саймон уже сотрудничал с каналом HBO. Телепостановка опять опиралась на литературный первоисточник — на книгу «The Corner: A Year in the Life of an Inner-City Neighborhood» (1997), написанную Дэвидом Саймоном в соавторстве с Эдом Бёрнсом. Основываясь на опыте удачного сотрудничества с каналом HBO, Саймон обратился к ним с идеей создания телевизионной полицейской драмы. У руководства канала поначалу были сомнения на счёт того, как впишется новый сериал в их линейку телепроектов. Однако они решили дать согласие на съёмки пилотного эпизода.
Сюжет «Прослушки» во многом основан на личном опыте Эда Бёрнса — друга Дэвида Саймона, который также принял участие в создании сериала в качестве сценариста и продюсера. Эд Бёрнс работал в отделе по расследованию убийств полиции Балтимора и принимал участие в длительных расследованиях дел о наркотиках с использованием прослушивающей аппаратуры. По долгу службы ему часто приходилось сталкиваться с затруднениями во взаимодействии с полицейской бюрократией. Дэвиду Саймону всё это было знакомо по его опыту работы журналистом криминальной хроники газеты The Baltimore Sun.

### Подбор актёров
При подборе актёров создатели шоу избегали именитых звёзд, чтобы персонажи выглядели более естественно. На большинство ролей были набраны темнокожие актёры, что соответствует демографической статистике Балтимора. Первоначальный актёрский состав подбирался стандартным путём прослушивания. К съёмкам в сериале к тому же широко привлекались известные личности Балтимора и штата Мэриленд. В эпизодических ролях в «Прослушке» снялись бывший губернатор штата Мэриленд Роберт Эрлих-младший, преподобный Фрэнк Рид III, бывший начальник полиции Балтимора и радиоведущий Эд Норрис, политик Роб Белл, репортёр и редактор Baltimore Sun Дэвид Эттлин, глава исполнительной власти округа Хауард Кеннет Ульман, бывший мэр Балтимора Курт Шмок. Мелвин Уильямс — бывший преступник, вовлечённый в наркотраффик героина в Балтиморе в 1970—80-е годы и осуждённый в 1985 году, снимался в роли дьякона, начиная с третьего сезона сериала. Джей Ландсман, сотрудник полиции с большим стажем послужил прототипом одноимённого персонажа шоу, а сам сыграл роль лейтенанта Денниса Мелло. Начальник полиции Балтимора, Гэри Диаддарио, был техническим консультантом «Прослушки» на время съёмок двух первых сезонов, а также снялся в эпизодической роли прокурора Гэри Дипаскаля.
Многие актёры, участвовавшие в съёмках «Прослушки», прежде появлялись в первом одночасовом телесериале канала HBO «Тюрьма Оз». Дж. Д. Уильямс, Сет Гиллиам, Лэнс Реддик, Редж Э. Кэти исполняли там видные роли, а Вуд Харрис, Фрэнки Фэйсон, Джон Доман, Кларк Питерс, Доменик Ломбардоззи, Майкл Хайатт, Майкл Поттс, Клиффорд Смит снимались в эпизодических ролях. Эрик Деллумс, Питер Герети, Кларк Джонсон, Клэйтон Лебеф, Тони Льюис, Кэлли Торн участвовали ранее в телесериале «Убойный отдел», который снимали по мотивам первой книги Саймона. Часть актёров и участников съёмочной команды уже сотрудничали с Дэвидом Саймоном в работе над мини-сериалом «Угол». В их числе Кларк Питерс, Редж Э. Кэти, Лэнс Реддик, Кори Паркер Робинсон, Роберт Ф. Чю, Делани Уильямс, Бени Бергер.

### Съёмочная команда
К работе над «Прослушкой» Дэвиду Саймону удалось привлечь многих творческих и технических специалистов, с которыми он прежде сотрудничал на съёмках сериалов «Убойный отдел» и «Угол». Три исполнительных продюсера сериала «Угол» заняли аналогичные должности в съёмочной команде «Прослушки». Роберт Ф. Колесберри был исполнительным продюсером первых двух сезонов «Прослушки», срежиссировал последний эпизод второго сезона и отметился в эпизодической роли детектива Рэя Коула. Его работу над сериалом прервала скорая смерть после операции на сердце в 2004 году. Карен Л. Торсон, жена Колесберри, а также Нина Костроф-Ноубл были исполнительными продюсерами на протяжении всех пяти сезонов сериала.
Сценарий Дэвид Саймон создавал в соавторстве с Эдом Бёрнсом, писателем и бывшим детективом убойного отдела полиции Балтимора. До этого они вместе уже сотрудничали в работе над сценарием мини-сериала «Угол». Бёрнс к тому же стал продюсером четвёртого сезона «Прослушки». К написанию сценария присоединились три признанных писателя детективного жанра из-за пределов Балтимора: Джордж Пелеканос из Вашингтона, Ричард Прайс из Бронкса и Деннис Лихэйн из Бостона. Авторы из Балтимора тоже внесли значительный вклад в сценарий «Прослушки». Писатель Рафаэль Альварес, знакомый с Саймоном по газете The Baltimore Sun, написал сценарий к нескольким эпизодам. Он же является автором путеводителя по сериалу «The Wire: Truth Be Told». Независимый режиссёр Джой Луско, внесла свой вклад в сценарии первых трёх сезонов. Писатель и политический обозреватель The Baltimore Sun Уильям Ф. Зорзи присоединился к сценаристам в третьем сезоне и оказал серьёзную помощь в политических вопросах Балтимора. Драматург, телесценарист и продюсер Эрик Овермайер, ранее сотрудничавший с Саймоном в работе над «Убойным отделом», включился в работу над «Прослушкой» с четвёртого сезона. Он исполнял обязанности консультирующего продюсера и сценариста. Друг Саймона, сценарист Дэвид Миллс, участвовавший в съёмках «Убойного отдела» и «Угла», также поработал над сценарием «Прослушки», начиная с четвёртого сезона.
Режиссёром пилотной серии был Кларк Джонсон, он же снял второй и пятый эпизод первого сезона, а также финал сериала. Тим Ван Паттен, известный своей работой над «Кланом Сопрано», срежиссировал по одной серии в каждом из первых трёх сезонов «Прослушки». Режиссёр Джо Чаппелль отснял 6 эпизодов сериала, а после смерти Роберта Ф. Колесберри занимал должность исполнительного продюсера.

### Музыка
В сериале редко встречается закадровый саундтрек. Чаще используется музыка, играющая в пределах снимаемой сцены. Например, звук может доноситься из музыкального автомата, от радио или автомагнитолы, если действие происходит в клубе, то играет естественный музыкальный фон. Подбором музыки для сериала занимался музыкальный супервайзер Блейк Лейх. Саундтрек сериала был издан звукозаписывающей компанией Nonesuch Records 8 января 2008 года на двух дисках The Wire: And All the Pieces Matter—Five Years of Music from The Wire и Beyond Hamsterdam. В первом альбоме собраны композиции из всех пяти сезонов сериала, а во второй вошли песни местных балтиморских исполнителей.
Во вступительной заставке «Прослушки» звучит песня Тома Уэйтса «Way Down in the Hole», написанная им в 1987 году для альбома Franks Wild Years. Каждый сезон песня звучит по-разному: в первом её исполняют The Blind Boys of Alabama, во втором — сам Уэйтс, в третьем — The Neville Brothers. Для четвёртого сезона была организована специальная запись, в которой приняли участие пятеро балтиморских подростков, назвавшись группой DoMaJe: Иван Эшфорд, Маркел Стил, Камерон Браун, Тарик Аль-Сабир и Эвери Баргасс. В пятом сезоне песня звучит в исполнении Стива Эрла. Музыка, сопровождающая финальные титры (композиция «The Fall»), записана музыкальным супервайзером «Прослушки» Блейком Лейхом.
В конце каждого сезона сериала кратко изображается дальнейшая судьба главных действующих лиц. Параллельно звучит специально подобранная музыкальная композиция, задающая тон финальным кадрам. В конце первого сезона звучит «Step by Step» Джесси Винчестера. Финал второго сезона сопровождает песня «I Feel Alright» Стива Эрла. Третий сезон заканчивается под ноты Соломона Берка, исполняющего песню Ван Моррисона «Fast Train». В финале четвёртого сезона Пол Уэллер исполняет песню Доктора Джона «I Walk on Gilded Splinters». Последняя серия пятого сезона оканчивается под песню «Way Down In The Hole» в исполнении Blind Boys of Alabama, то есть под ту же музыку, что использовалась во вступительной заставке первого сезона сериала.
Песня The Pogues "Body of an American" неоднократно звучит в сериале - в сценах полицейских проводов на пенсию.

## Актёры и персонажи

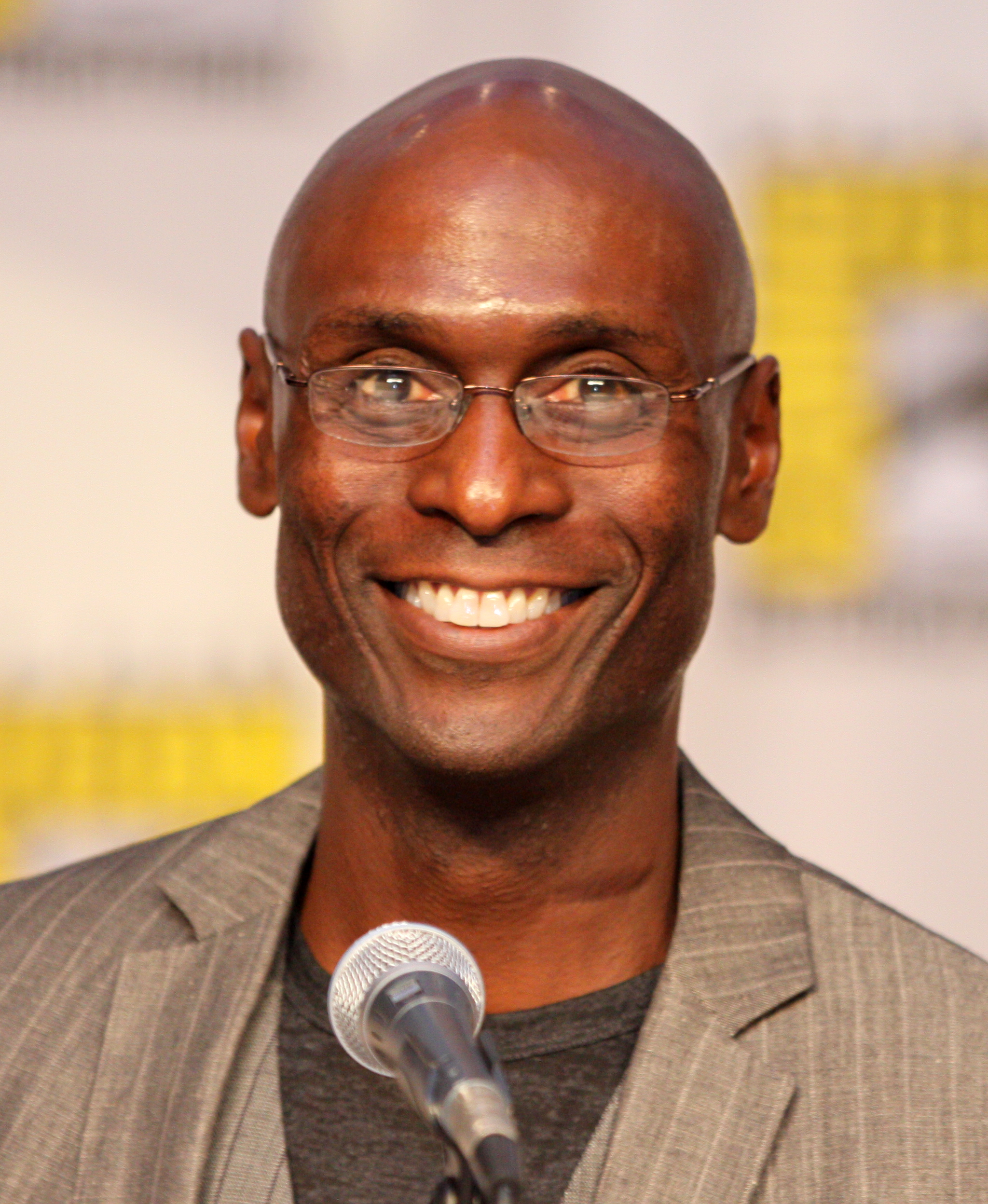
Лэнс Реддик (лейтенант Седрик Дэниэлс)
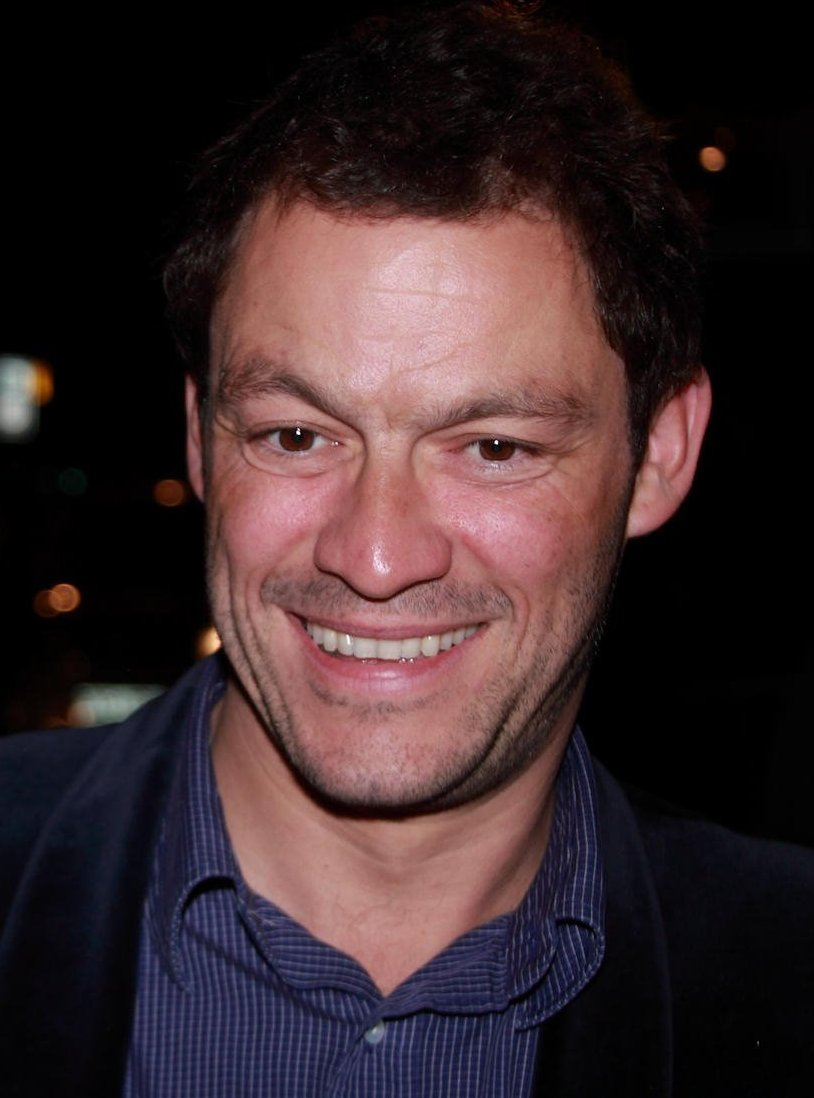
Доминик Уэст (детектив Джимми Макналти)
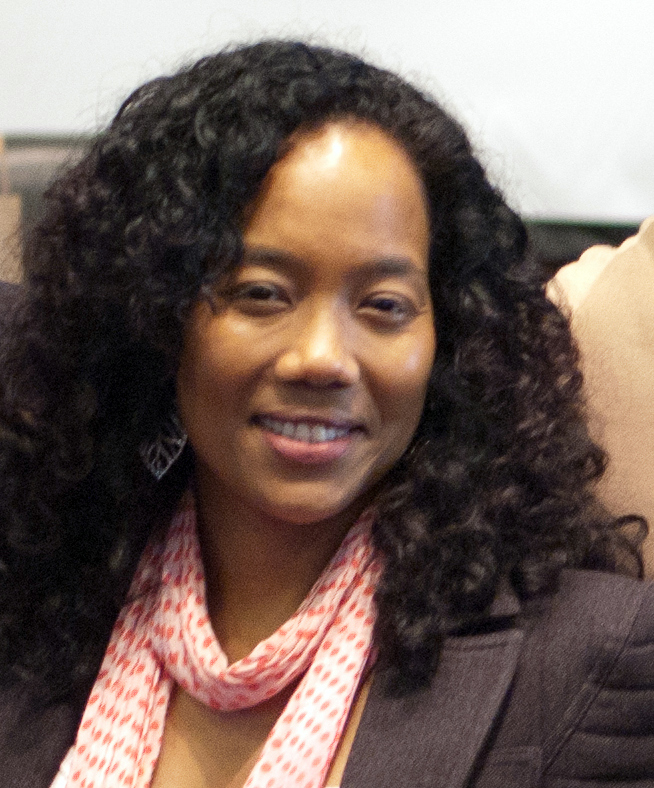
Соня Сон (детектив Кима Греггс)
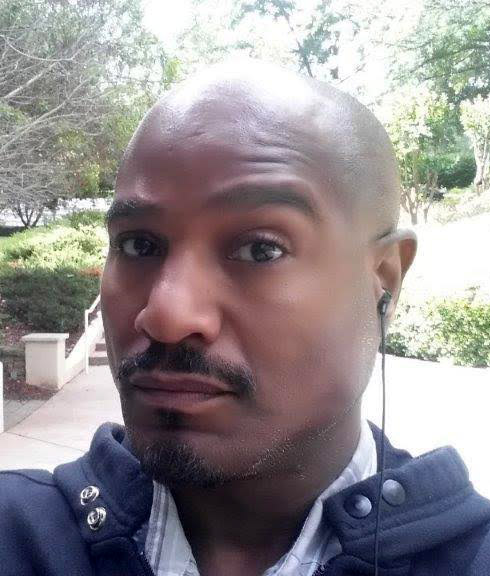
Сет Гиллиам (детектив Эллис Карвер)
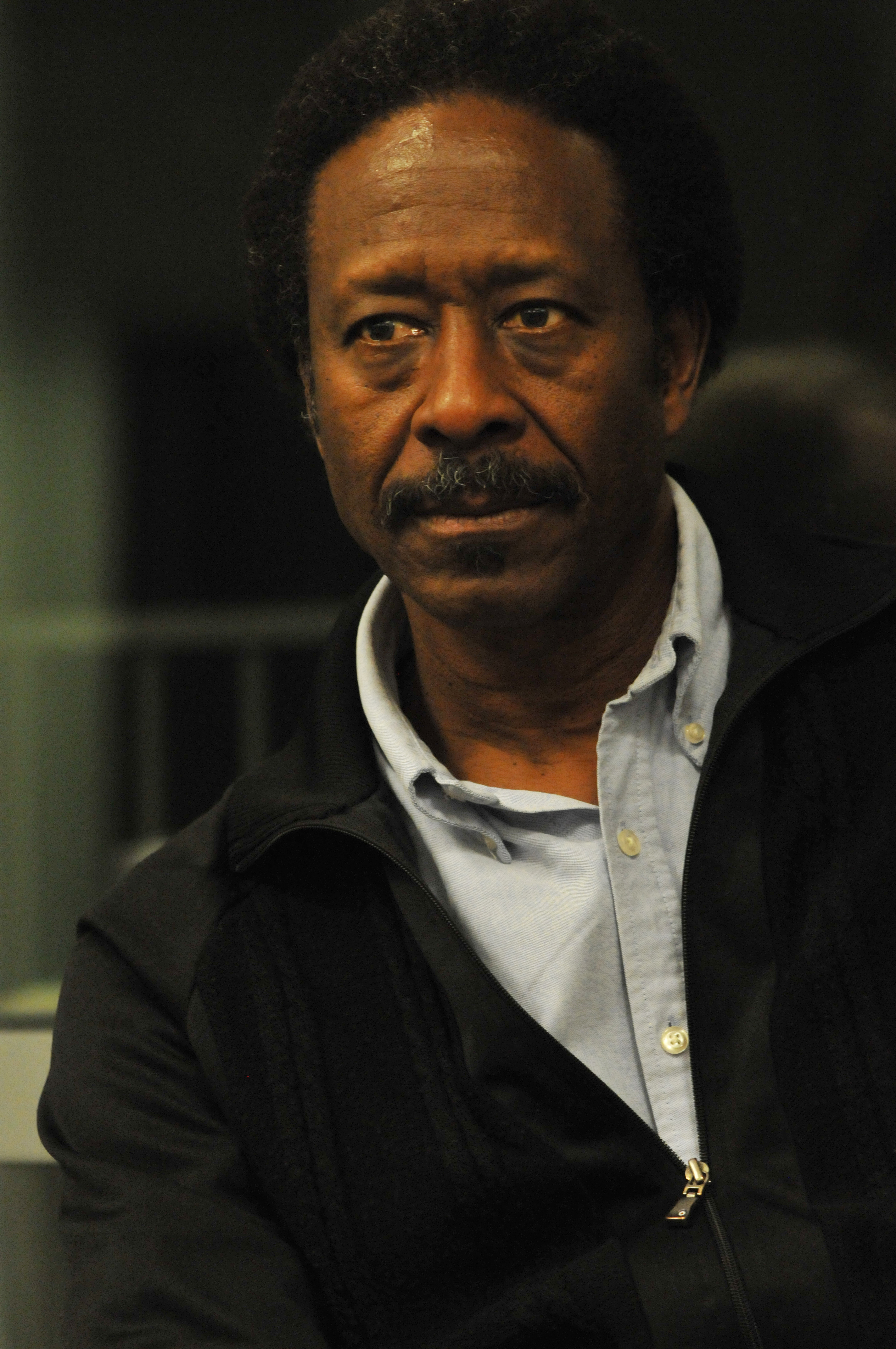
Кларк Питерс (детектив Лестер Фримон)
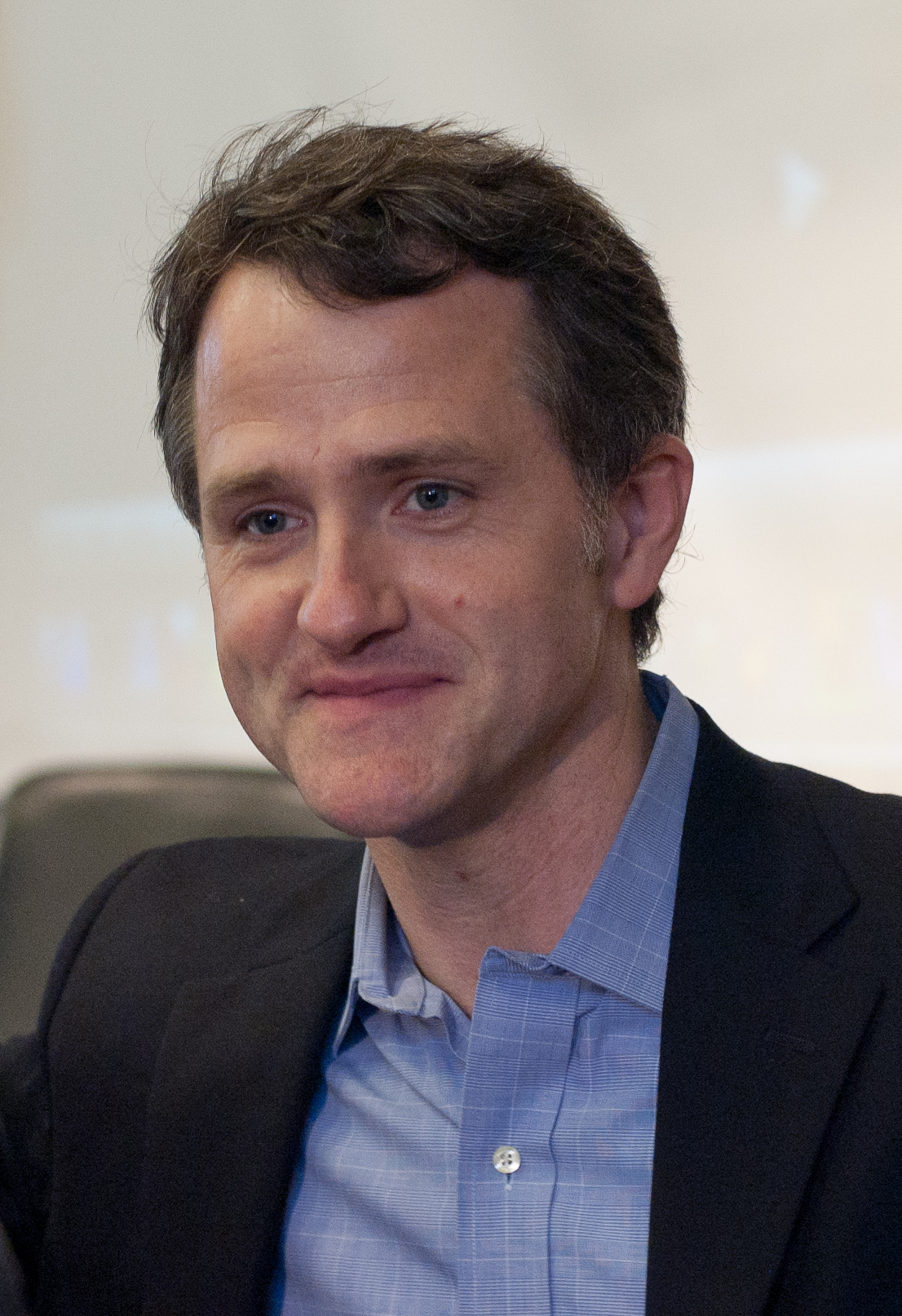
Джим Тру-Фрост (детектив Роланд Призбелески)
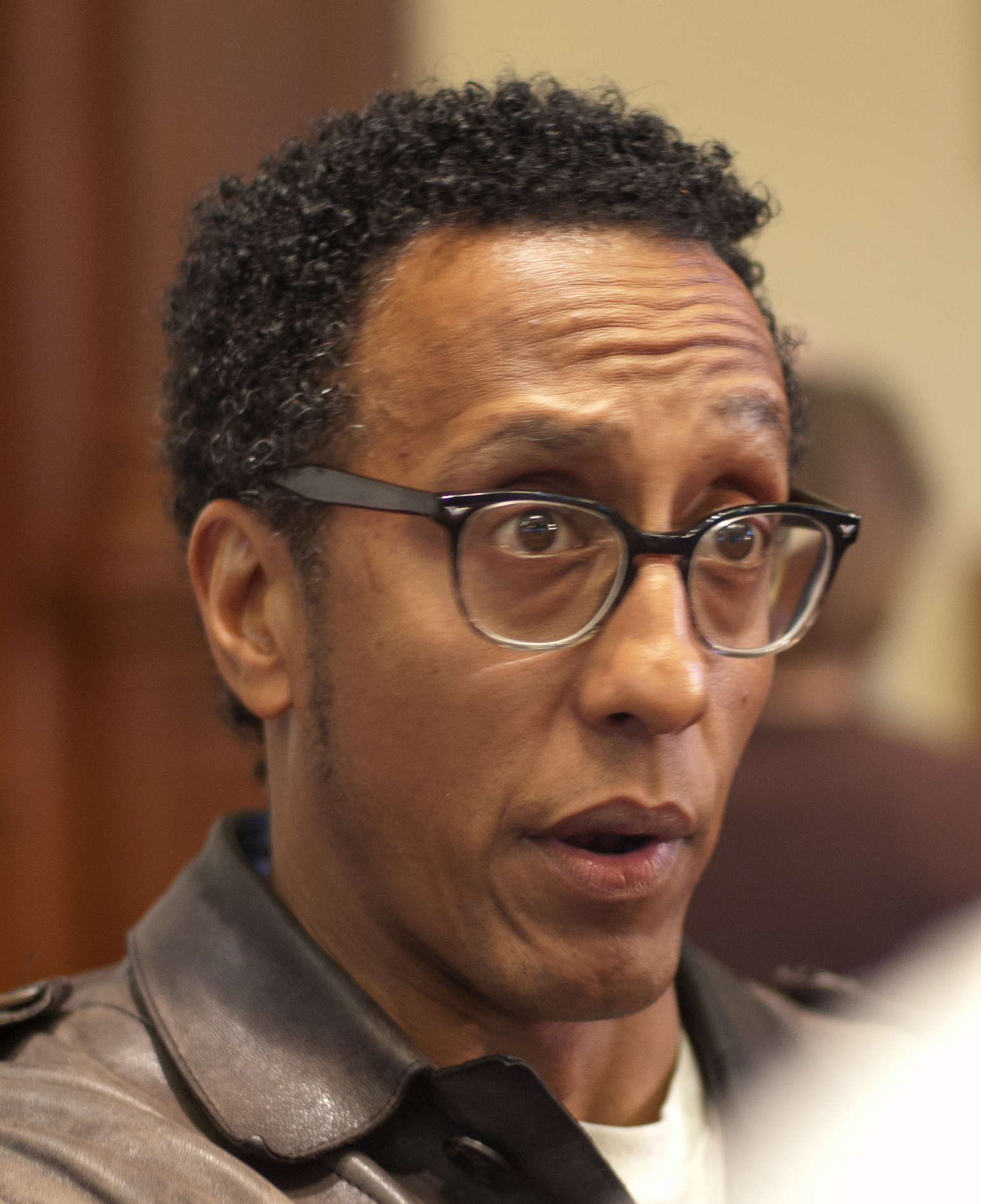
Андре Ройо (осведомитель Бабблс)
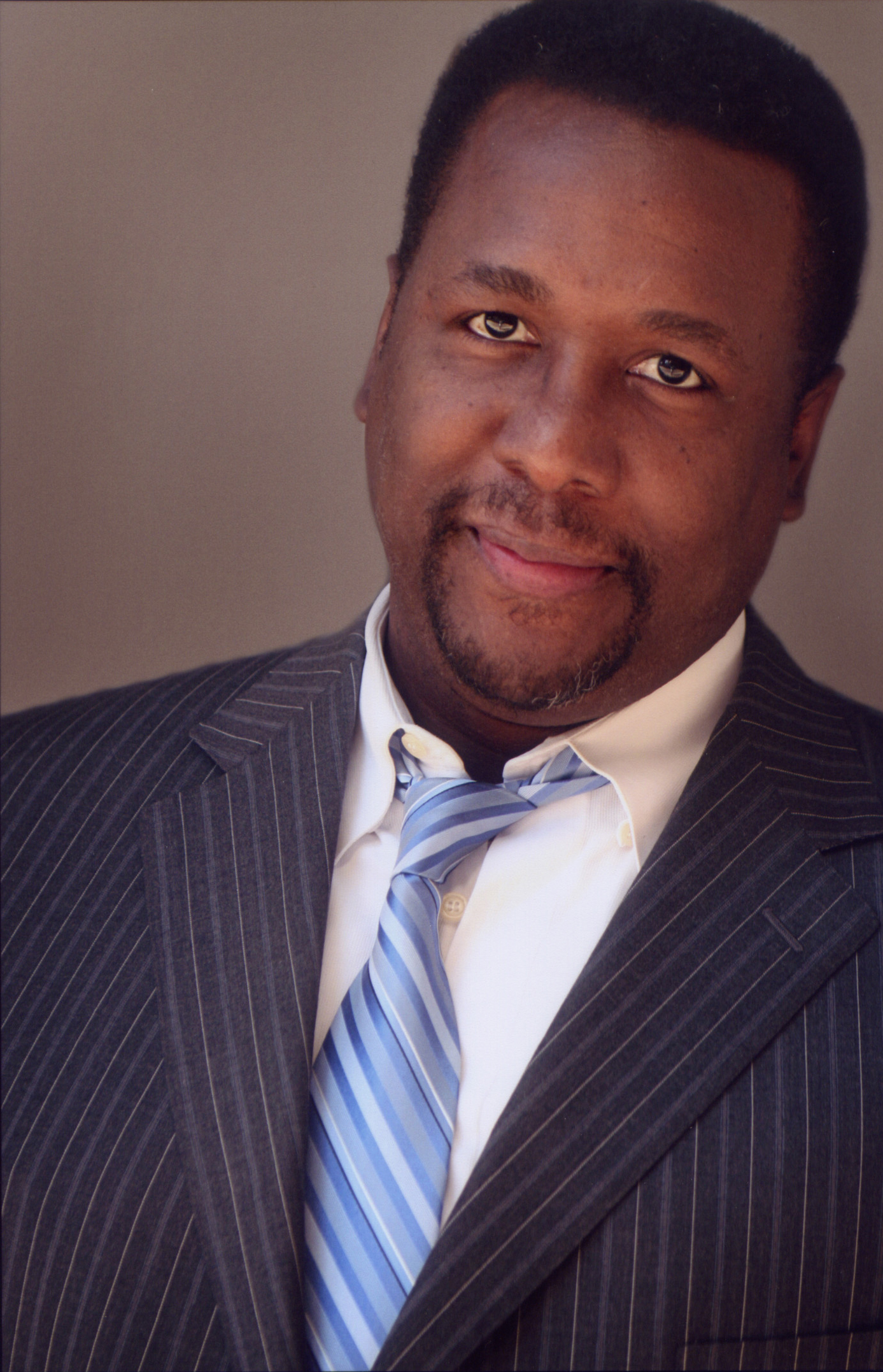
Уэнделл Пирс (детектив Банк Морлэнд)
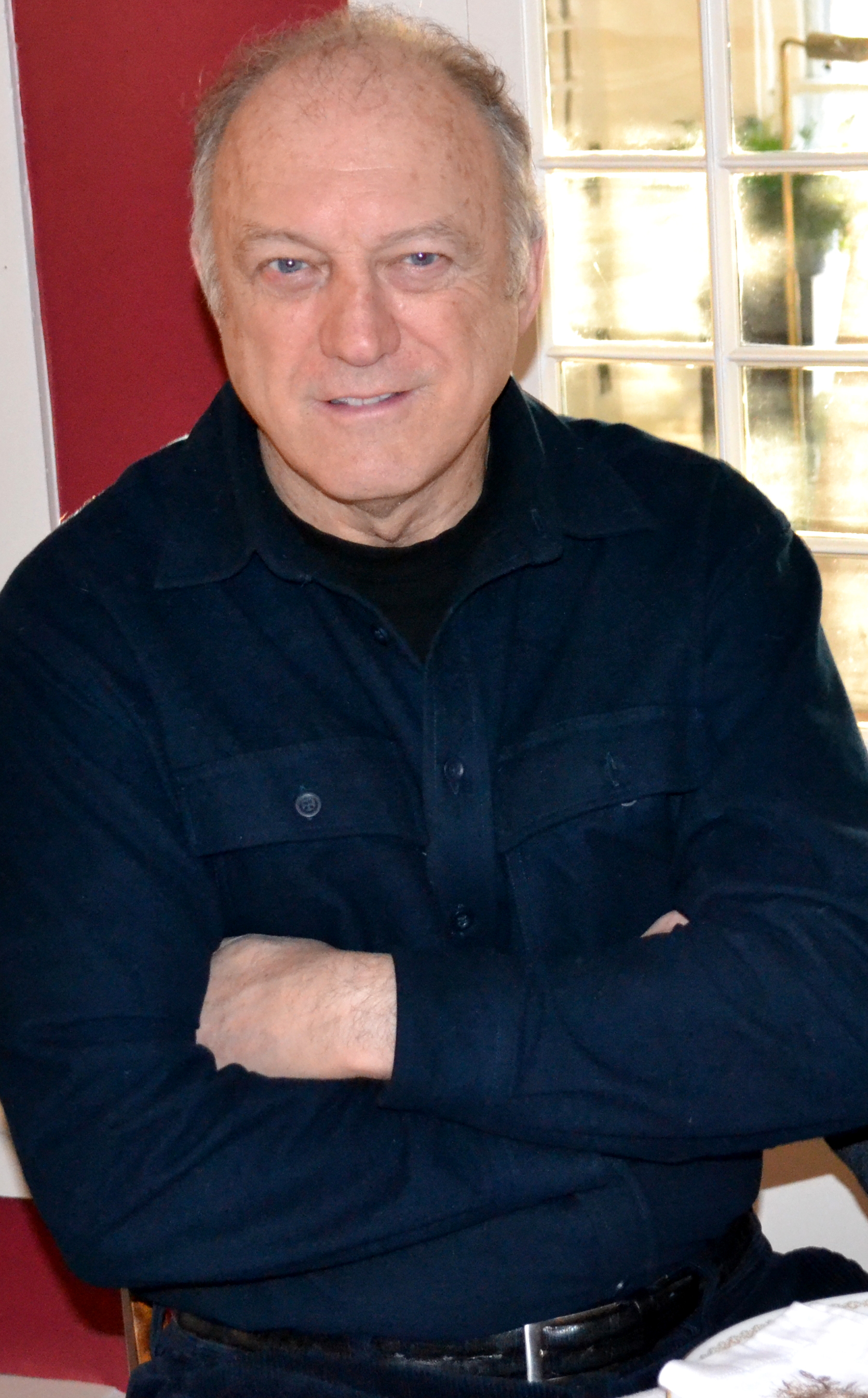
Джон Доман (майор Уильям Ролс)

К съёмкам в «Прослушке» был привлечён большой актёрский ансамбль, который ещё больше расширялся с каждым сезоном сериала, в связи с новыми сюжетными линиями. В первом сезоне представлены две противостоящие группы. К одной из них относятся служители правопорядка, к другой — лица, причастные к наркопреступности. Сюжет начинается с полицейского расследования, которое инициирует детектив убойного отдела Джимми Макналти (Доминик Уэст), не всегда придерживающийся норм субординации. Для работы над новым делом он присоединяется к команде наркополицейских, возглавляемых лейтенантом Седриком Дэниэлсом (Лэнс Реддик), который в общении с вышестоящим руководством пытается соблюдать компромисс между собственными карьерными амбициями и желанием довести до конца хорошее дело. В расследовании принимает активное участие Кима Греггс (Соня Сон), в следственной работе которой помогает её знакомый наркоман-осведомитель Бабблс (Андре Ройо). К делу подключаются и её напарники Томас Гаук (Доменик Ломбардоззи) и Эллис Карвер (Сет Гиллиам). В команду детективов также попадают способный и методичный следователь Лестер Фримон (Кларк Питерс) и Роланд Призбелески (Джим Тру-Фрост), оказавшийся успешным в расшифровке тайной коммуникации наркоторговцев.
Курируют расследование заместитель комиссара Эрвин Баррелл (Фрэнки Фэйсон) и майор Уильям Ролс (Джон Доман), которые больше заинтересованы вопросами политики и собственной карьеры, чем ходом дела. Помощник федерального прокурора Ронда Перлман (Дирдри Лавджой) обеспечивает представительство дела в суде. Коллеги Макналти из убойного отдела: его напарник Банк Морлэнд (Уэнделл Пирс) и сержант Джей Ландсман (Делани Уильямс), — так или иначе, оказывают содействие в новом деле.
Главной мишенью полицейского расследования становится Эвон Барксдэйл (Вуд Харрис) и его наркоимперия. В деловых вопросах Барксдейлу помогает его сообщник Стрингер Белл (Идрис Эльба), а Ви-бей Брис (Хассан Джонсон) выполняет для него заказные убийства. Племянник Барксдейла, Ди Энджело (Лоренс Гиллиард-мл.), помогает дяде в территориальном управлении наркотраффиком. Под его руководством находятся уличные наркодилеры Пут (Трей Чани), Боуди (Дж. Д. Уильямс), Уоллес (Майкл Б. Джордан). В числе врагов Барксдейла оказывается Омар Литтл (Майкл К. Уильямс), который промышляет грабежом наркодилеров.
|                                      |  |  |
| Эми Райан, Крис Бауэр, Пабло Шрайбер |  |  |

Во втором сезоне вводится новая группа персонажей в связи с расследованием в морском порту Балтимора. Начало новому делу даёт офицер портовой полиции Беатрис Расселл (Эми Райан), которая находит 13 мёртвых девушек в одном из контейнеров в зоне разгрузки. Секретарь-казначей союза докеров Фрэнк Соботка (Крис Бауэр), замешанный в контрабанде и коррупции, пытается помешать расследованию, чтобы не привлекать внимание полиции к своей незаконной деятельности. Активное участие в контрабанде и хищении грузов принимают племянник и сын Фрэнка Соботки: Ник Соботка (Пабло Шрайбер) и Зигги Соботка (Джеймс Рэнсон). Свои преступные дела портовые контрабандисты ведут с дельцом по кличке «Грек» (Билл Рэймонд), хотя в большинстве сделок от имени «Грека» участвует его «заместитель» Спирос Вондопулус (Пол Бен-Виктор).
Третий сезон затрагивает тему связи наркопреступности с городскими властями. Накануне предвыборной кампании мэр Балтимора требует от полиции невыполнимых показателей снижения преступности. Майор Говард Колвин (Роберт Уиздом) находит радикальное решение данной задачи и фактически «легализует» наркоторговлю в специально отведённом районе, который вскоре нарекают «Хамстердамом». Используя промахи действующей администрации, городской советник Томми Карсетти (Эйдан Гиллен) набирает политический вес и решает бороться за пост мэра на предстоящих выборах. На городских улицах тем временем группировка Барксдейла восстанавливает своё влияние. Единственным, с кем им не удаётся найти компромисс, становится главарь конкурирующей уличной банды Марло Стэнфилд (Джейми Гектор), конфликт с которым перерастает в нарковойну.
|                  |
| Гбенга Акиннагбе |

Четвёртый сезон обращает внимание зрителей на непростую судьбу четырёх учеников средней школы Балтимора: Майкла Ли (Тристан Уайлдз), Нэймонда Брайса (Хулито Маккаллум), Рэнди Вагстаффа (Маэстро Харрелл), Дюкуана Уимса (Жермен Кроуфорд), каждый из которых не понаслышке знаком с уличной наркоторговлей. На политической арене разворачивается предвыборная гонка за пост мэра Балтимора. Фаворитом становится Карсетти, избирательную кампанию которого возглавляет Норман Уилсон (Редж Э. Кэти). К концу сезона полиция получает свидетельства массовых убийств, числящихся на счету Марло Стэнфилда и его сообщников Криса Партлоу (Гбенга Акиннагбе) и Фелиции Пирсон.
В пятом сезоне детективы Джимми Макналти и Лестер Фримон в целях поиска финансирования для расследования дела Марло Стэнфилда фабрикуют дело о маньяке. Помощь в раскрутке сфабрикованного дела, сам того не подозревая, оказывает Скотт Темплтон (Том Маккарти) — журналист газеты The Baltimore Sun. В погоне за материалами для первой полосы Темплтон начинает приносить в редакцию выдуманные истории. На этом пути он встречает одобрение начальства, ценящего сенсационность выше достоверности, а также порицание со стороны более разборчивых коллег: полицейского репортёра Альмы Гутиэрез (Мишель Паресс) и редактора Агустуса Хейнса (Кларк Джонсон).
| Актёр                | Персонаж                   | Главная роль в сезонах | Гостевая роль в сезонах | Кол-во эпизодов | Положение                                                                                              |
| -------------------- | -------------------------- | ---------------------- | ----------------------- | --------------- | --- |
| Доминик Уэст         | Джимми Макналти            | 1, 2, 3, 4, 5          | н/д                     | 56              | Детектив                                                                                               |
| Лоренс Гиллиард-мл.  | Ди Энджело Барксдейл       | 1, 2                   | н/д                     | 18              | Один из командиров, племянник Эйвона Барксдейла                                                        |
| Лэнс Реддик          | Седрик Дэниелс             | 1, 2, 3, 4, 5          | н/д                     | 58              | Лейтенант (впоследствии — капитан, майор, полковник, заместитель комиссара полиции, комиссар, адвокат) |
| Идрис Эльба          | Расселл «Стрингер» Белл    | 1, 2, 3                | н/д                     | 36              | Наркодилер, компаньон Эйвона Барксдейла                                                                |
| Вуд Харрис           | Эйвон Барксдэйл            | 1, 2, 3                | 5                       | 32              | Наркодилер                                                                                             |
| Соня Сон             | Кима Грегс                 | 1, 2, 3, 4, 5          | н/д                     | 56              | Детектив                                                                                               |
| Уэнделл Пирс         | Банк Морланд               | 1, 2, 3, 4, 5          | н/д                     | 54              | Детектив                                                                                               |
| Джон Доман           | Уильям Ролс                | 1, 2, 3, 4, 5          | н/д                     | 46              | Майор (впоследствии полковник, заместитель комиссара полиции, комиссар полиции)                        |
| Фрэнки Фэйсон        | Эрвин Баррел               | 1, 2, 3, 4             | 5                       | 40              | Заместитель комиссара полиции (впоследствии комиссар полиции)                                          |
| Дирдри Лавджой       | Ронда Перлман              | 1, 2, 3, 4, 5          | н/д                     | 44              | Помощник окружного прокурора (впоследствии федеральный судья)                                          |
| Андре Ройо           | Бабблс                     | 1, 2, 3, 4, 5          | н/д                     | 40              | Наркоман (впоследствии тайный информатор полиции, волонтёр, продавец газеты)                           |
| Кларк Питерс         | Лестер Фримон              | 2, 3, 4, 5             | 1                       | 55              | Детектив                                                                                               |
| Крис Бауэр           | Фрэнк Соботка              | 2                      | н/д                     | 12              | Секретарь-казначей союза докеров                                                                       |
| Эми Райан            | Беатрис «Биди» Расселл     | 2                      | 3, 4, 5                 | 20              | Офицер портовой полиции                                                                                |
| Пол Бен-Виктор       | Спирос «Вондас» Вондопулус | 2                      | 4, 5                    | 15              | Заместитель главы греческой мафии                                                                      |
| Сет Гиллиам          | Эллис Карвер               | 3, 4, 5                | 1, 2                    | 50              | Детектив (впоследствии сержант, лейтенант)                                                             |
| Доменик Ломбардоцци  | Томас «Херк» Хоук          | 3, 4, 5                | 1, 2                    | 52              | Детектив (впоследствии сержант, частный детектив)                                                      |
| Джей Ди Уильямс      | Престон «Боди» Броадус     | 3, 4                   | 1, 2                    | 37              | Наркодилер (впоследствии глава команды наркодилеров)                                                   |
| Джим Тру-Фрост       | Роланд «През» Презбулевски | 3, 4                   | 1, 2, 5                 | 45              | Детектив (впоследствии учитель)                                                                        |
| Майкл К. Уильямс     | Омар Литтл                 | 3, 4, 5                | 1, 2                    | 42              | Гангстер, грабящий наркоторговцев                                                                      |
| Кори Паркер Робинсон | Линдер Сиднор              | 3, 4, 5                | 1                       | 37              | Детектив                                                                                               |
| Эйдан Гиллен         | Томми Карсетти             | 3, 4, 5                | н/д                     | 35              | Городской советник (впоследствии мэр Балтимора, губернатор Мэриленда)                                  |
| Роберт Уиздом        | Говард «Банни» Колвин      | 3, 4                   | 2, 5                    | 25              | Майор (впоследствии учитель)                                                                           |
| Джейми Гектор        | Марло Стэнфилд             | 4, 5                   | 3                       | 31              | Наркодилер, гангстер                                                                                   |
| Чад Коулмэн          | Деннис «Катти» Уайз        | 4                      | 3, 5                    | 20              | Телохранитель в банде (впоследствии тренер в секции по боксу)                                          |
| Глинн Тёрмен         | Кларенс Ройс               | 4                      | 3, 5                    | 16              | Мэр Балтимора (впоследствии — бывший)                                                                  |
| Редж Э. Кэти         | Норман Уилсон              | 4, 5                   | н/д                     | 23              | Глава избирательной кампании (впоследствии заместитель мэра)                                           |
| Майкл Кострофф       | Морис Леви                 | 5                      | 1, 2, 3, 4              | 21              | Адвокат защиты                                                                                         |
| Исайя Уитлок мл.     | Клэй Девис                 | 5                      | 1, 2, 3, 4              | 17              | Сенатор штата Мэриленд                                                                                 |
| Гбенга Акиннагбе     | Крис Партлоу               | 5                      | 3, 4                    | 30              | Правая рука Марло Стэнфилда                                                                            |
| Тристан Уайлдз       | Майкл Ли                   | 5                      | 4                       | 22              | Студент средней школы (впоследствии наркодилер)                                                        |
| Жермен Кроуфорд      | Дюкан «Дюки» Уимс          | 5                      | 4                       | 20              | Студент средней школы (впоследствии наркодилер)                                                        |
| Нил Хафф             | Майкл Стейнтроф            | 5                      | 4                       | 11              | Начальник штаба мэра                                                                                   |
| Кларк Джонсон        | Агустус Хейнс              | 5                      | н/д                     | 10              | Редактор «Балтимор Сан»                                                                                |
| Том Маккарти         | Скотт Темплтон             | 5                      | н/д                     | 10              | Репортёр специального назначения «Балтимор Сан»                                                        |
| Мишель Паресс        | Альма Гутиэрез             | 5                      | н/д                     | 10              | Полицейский репортёр                                                                                   |

## Стиль

### Реализм
Авторы сериала стремились воссоздать реалистичный облик американского города, основываясь на своём собственном опыте. Во время работы журналистом Baltimore Sun Дэвид Саймон провёл целый год, исследуя деятельность убойного отдела полиции Балтимора. Итогом его наблюдений стала книга «Homicide: A Year on the Killing Streets». Эд Бёрнс, соавтор Саймона, проработал в полиции Балтимора 20 лет. Вместе они написали книгу, изданную в 1997 году под названием «The Corner: A Year in the Life of an Inner-City Neighborhood». В ней авторы изложили свои наблюдения за жизнью наркоторговцев и бедняков в Балтиморе. Жизненный опыт Саймона и Бёрнса послужил основой для многих сюжетных линий «Прослушки».
Реализм сериала основывается в первую очередь на правдивых персонажах, большинство из которых «списаны» с реальных жителей Балтимора. К примеру, Донни Эндрюс послужил прототипом Омара Литтла. Мартин О’Мэлли стал одним из вдохновителей образа Томми Карсетти. Для эпизодических ролей в сериале часто выбирали не профессиональных актёров, а реальных людей, чтобы в шоу были изображены «лица и голоса реального города». Вдобавок в своей речи персонажи активно используют разговорный сленг.
В сериале реалистично отражены процессы полицейской работы и преступной деятельности. Были даже сообщения о том, что реальные преступники смотрели шоу, чтобы узнать, как избежать полицейского преследования. Полицейские персонажи «Прослушки» не излучают желания служить и защищать, скорее опорой им служит своеобразное интеллектуальное тщеславие, осознание того, что они умнее, чем преступники, которых они ловят. Тем не менее многие полицейские персонажи не лишены альтруистических качеств. В шоу отражены и негативные черты характера служителей правопорядка: некомпетентность, жестокость, чувство собственного превосходства. Уделяется внимание как бюрократическим, так и политическим проблемам службы. Преступники в «Прослушке» не всегда стремятся извлечь прибыль или причинить вред другим. Многие из них показаны жертвой обстоятельств и не лишены человеческих качеств. В то же время создатели сериала не занижают и не ретушируют ужасающие последствия их преступной деятельности.

### Визуальный роман
Многие важные события «Прослушки» не всегда изображаются на экране, а происходят за кадром. Создатели сериала не облегчают эти моменты для зрителя за счёт закадрового дикторского текста или ретроспективных кадров. Флешбеки используются всего два раза: в конце пилотного эпизода и в конце четвёртого сезона. Таким образом, зритель должен внимательнее вслушиваться в разговоры персонажей, чтобы лучше понимать сюжетную линию и место каждого персонажа в ней. Интернет-издание Salon сравнило структуру сериала с романом, отметив более глубокую проработку сценариев отдельных эпизодов и всего сюжета в целом, по сравнению с другими криминальными телесериалами. В «Прослушке» используются длинные сюжетные арки и многослойный нарратив. Дэвид Саймон в нескольких интервью для описания структуры шоу использовал метафору визуального романа, в котором каждый эпизод подобен отдельной главе. Критики тоже часто обсуждали сериал в литературных терминах. New York Times называл его «литературным телевидением». TV Guide и San Francisco Chronicle уподобляло телешоу великой современной литературе.

## Эпизоды
| Сезон | Сезон | Эпизоды | Оригинальная дата показа | Оригинальная дата показа |
| Сезон | Сезон | Эпизоды | Премьера сезона          | Финал сезона             |
| ----- | ----- | ------- | ------------------------ | ------------------------ |
|       | 1     | 13      | 2 июня 2002              | 8 сентября 2002          |
|       | 2     | 12      | 1 июня 2003              | 24 августа 2003          |
|       | 3     | 12      | 19 сентября 2004         | 19 декабря 2004          |
|       | 4     | 13      | 10 сентября 2006         | 10 декабря 2006          |
|       | 5     | 10      | 6 января 2008            | 9 марта 2008             |

## Реакция

### Критика и отзывы
Все сезоны «Прослушки» получили положительные оценки со стороны многих крупных телекритиков. За всё время трансляции сериал не раз называли лучшим шоу на телевидении. Об этом писали критики таких изданий как Time, Entertainment Weekly, Chicago Tribune, Slate, San Francisco Chronicle, Philadelphia Daily News и британской газеты The Guardian, которая еженедельно публиковала обзоры каждого эпизода, а потом издала их в сборнике «The Wire Re-up». Несмотря на критическое признание у «Прослушки» был плохой рейтинг Нильсена. Дэвид Саймон связывал это со сложностями сюжета, с активным использованием сленга и с преимущественно темнокожим актёрским составом. Критики также связывали это с параллельным запуском успешной криминальной драмы «Щит» на канале FX.
Первый сезон был одобрительно встречен рецензентами, некоторые из которых даже посчитали, что новый сериал превзошёл более известные флагманские проекты HBO, такие как «Клан Сопрано» и «Клиент всегда мёртв». На сайте Metacritic первый сезон имеет рейтинг 79 из 100 на основе 22 рецензий. Один из рецензентов указал на тематическое сходство «Прослушки» с более ранними работами Дэвида Саймона и HBO. Дополнительный резонанс сериалу принесла проводимая в нём параллель между войной с террором и войной с наркотиками. В другом обзоре отмечалось, что к недостаткам шоу можно отнести использование ненормативной лексики и медленное развитие сюжета. Однако интрига и проработанные персонажи дают значительный положительный перевес.
После первых двух серий второго сезона британский критик Джим Шелли назвал «Прослушку» лучшим шоу на телевидении, похвалив авторов за способность отойти от сюжетных линий первого сезона. Джон Гарелик из Boston Phoenix высказал мнение о том, что субкультура портовых рабочих во втором сезоне оказалась не столь притягательной, как субкультура наркоторговцев из трущоб, показанная в первом сезоне. Тем не менее, критик положительно оценил работу авторов сериала за воссоздание реалистичной картины мира и детальную прорисовку множества интересных персонажей.
Третий сезон опять получил благоприятный приём в прессе. По мнению авторов Entertainment Weekly «Прослушка» оказалась лучшим шоу 2004 года. Они назвали сериал самой умной, глубокой и резонансной драмой на телевидении. Однако платой за детальную проработку и сложность сериала оказались его низкие рейтинги. Издание Baltimore City Paper было настолько встревожено этой проблемой, что опубликовало список из десяти причин за продолжение телетрансляции «Прослушки», похвалив сериал за беззастенчивую честность в освещении реальных городских проблем. Дэвид Саймон связал низкие рейтинги с параллельной трансляцией «Отчаянных домохозяек», автор к тому же был обеспокоен изменившимся отношением канала HBO к телевизионным драмам после успеха «Клана Сопрано».
Четвёртый сезон вышел на экраны после двухлетнего перерыва. Тим Гудман из San Francisco Chronicle написал, что «Прослушка» — один из немногих сериалов за всю историю телевидения, который комплексно исследует затруднительное положение городских афроамериканцев. Проблема рассматривается в контексте войны с наркотиками, затрагивая темы расы, бедности, «смерти американского рабочего класса», а также на фоне провала соответствующих политических решений. Брайан Лоури из Variety написал, что за всю историю телевидения лишь немногим удастся достичь уровня «Прослушки». Издание The New York Times назвало четвёртый сезон «ещё одним лучшим сезоном» сериала. Дуг Эльфман из Chicago Sun-Times назвал сериал самым амбициозным шоу на телевидении, но упрекнул создателей за сложность и затянутость сюжетных линий. Издание Los Angeles Times посвятило шоу целую передовицу, заявив, что даже в так называемую «золотую эру» качественных телесериалов, «Прослушка» стоит особняком. Журнал Time особо отметил четвёртый сезон, заявив, что «ни одно другое телешоу никогда не любило город так сильно, не проклинало его так страстно и не воспевало его так обжигающе точно». На обобщающем критические отзывы сайте Metacritic четвёртый сезон «Прослушки» получил рейтинг 98 из 100, что было самой высокой оценкой среди телесериалов (до момента выхода пятого сезона «Во все тяжкие», который превзошёл этот результат).
По итогам трансляции пятого сезона сериал снова получил высокие оценки, что отражает рейтинг 89 из 100 на сайте Metacritic, основанный на 24 рецензиях. Брайан Лоури из Variety похвалил новый сезон, назвав его наиболее достоверным изображением внутренней работы СМИ за всю историю кино и телевидения. Дэвид Журавик из Baltimore Sun высказал мнение, что сюжетная линия о работе газетной редакции не достигла той же эмоциональной силы и социологической глубины, по сравнению с прежними сюжетными линиями сериала.
Чарли Брукер назвал «Прослушку» величайшим шоу за последние 20 лет. Своё мнение он опубликовал в своей авторской колонке в газете The Guardian, а также высказал в своей телепередаче Screenwipe, транслировавшейся на канале BBC Four. В 2007 году журнал Time включил «Прослушку» в свой список «100 лучших телесериалов всех времён». В 2013 году Гильдия сценаристов США поместила его на 9 позицию в своём рейтинге «101 лучшего сериала всех времён». В том же 2013 году TV Guide назвал «Прослушку» в числе шести величайших шоу всех времён, а Entertainment Weekly поместил сериал на 6 позицию в своём списке «26 лучших культовых телешоу всех времён». В 2016 году журнал Rolling Stone дал «Прослушке» второе место в своём списке «100 величайших телешоу всех времён». Марио Варгас Льоса, лауреат Нобелевской премии по литературе 2010 года, крайне положительно охарактеризовал сериал на страницах испанского издания El País. Известными почитателями сериала являются: 44 президент США Барак Обама, назвавший «Прослушку» своим любимым телесериалом, создатель «Ходячих мертвецов» Роберт Киркман, исландский актёр и политик Йон Гнарр.
В 2021 году проект возглавил список из ста лучших телесериалов двадцать первого века Британской телерадиовещательной корпорации BBC.

### Награды и номинации

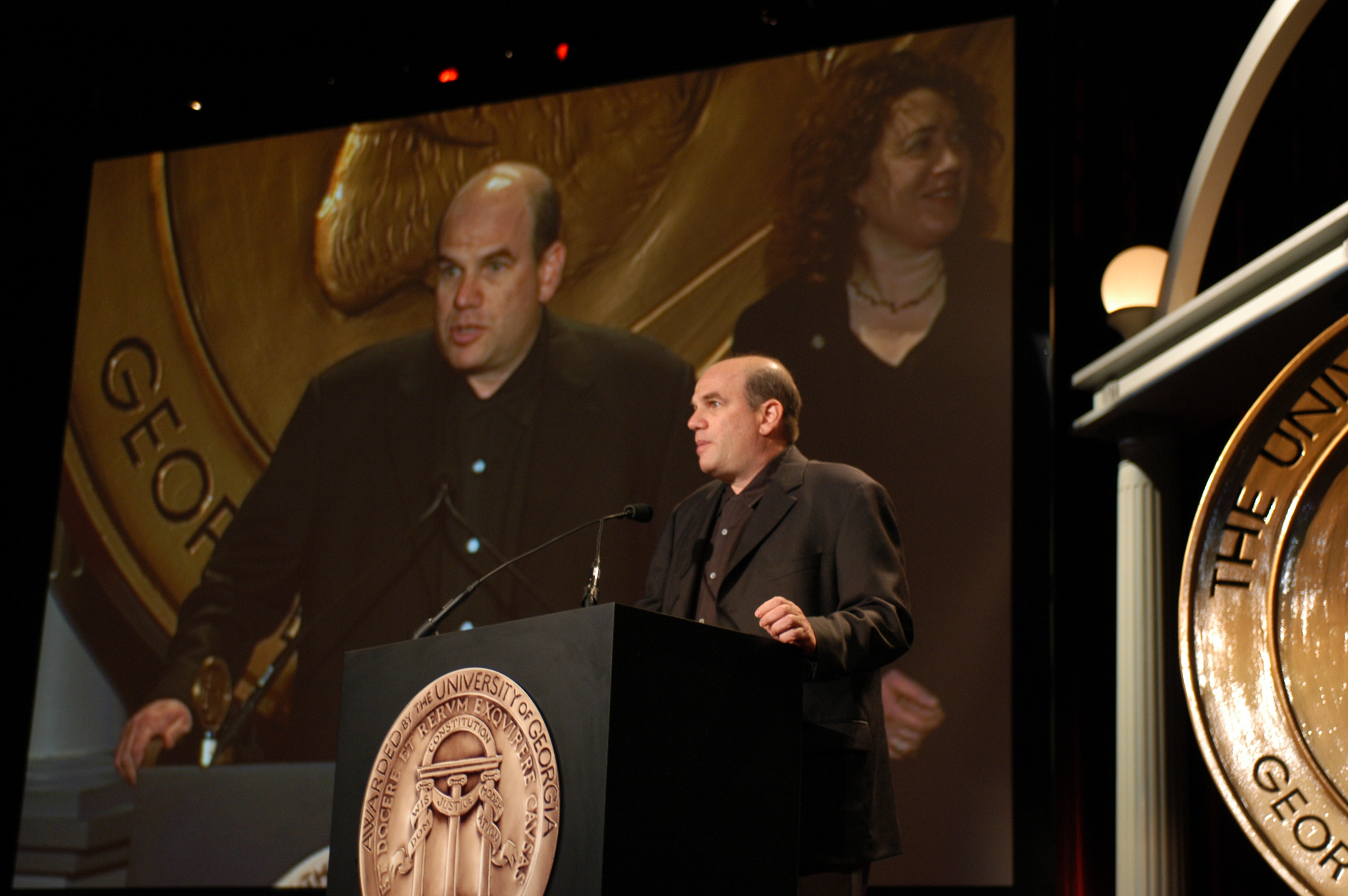
Дэвид Саймон получает награду на 63-й ежегодной церемонии вручения премии Пибоди

Несмотря на высокие оценки критиков и широкое признание в прессе, сериал лишь дважды номинировался на премию «Эмми» за лучший сценарий драматического сериала в 2005 и 2008 году и не получил награду в обоих случаях. Сериал ежегодно участвовал в номинациях на премию Национальной ассоциации содействия прогрессу цветного населения, но все они прошли безрезультатно. После первого сезона сериал был награждён премией Пибоди в 2003 году. За подбор актёров пилотный эпизод был отмечен премией Американского общества специалистов по кастингу. Второй сезон получил премию Американского общества композиторов, авторов и издателей.
Большинство заметных телевизионных наград, которые сериал всё же получил, достались по итогам показов четвёртого и пятого сезона. В 2007 году «Прослушка» была награждена премией Эдгара Аллана По за лучший телесценарий. В 2008 году — премией Ассоциации телевизионных критиков в категории «Наследие телевидения». В том же году сериал получил премию Гильдии сценаристов США за лучший сценарий в драматическом сериале. В 2009 году «Прослушке» досталась премия Гильдии режиссёров Америки.

## Издания на цифровых носителях
DVD-издания сериала сопровождались в целом положительными отзывами, хотя некоторые рецензенты критиковали их за недостаточное количество дополнительных материалов. В 2014 году сериал был переиздан в формате 16:9 и в HD-разрешении. Копии распространялись через iTunes и были изданы на Blu-ray 2 июня 2015 года.
| Сезон | Дата релиза     | Дата релиза      | Дата релиза     | Эпизоды | Дополнительные материалы | Диски |
| Сезон | Регион 1        | Регион 2         | Регион 4        | Эпизоды | Дополнительные материалы | Диски |
| ----- | --------------- | ---------------- | --------------- | ------- | --- | ----- |
| 1     | 12 октября 2004 | 18 апреля 2005   | 11 мая 2005     | 13      | - Три аудиокомментария от съемочной команды | 5     |
| 2     | 25 января 2005  | 10 октября 2005  | 3 мая 2006      | 12      | - Два аудиокомментария от съемочной команды и актеров | 5     |
| 3     | 8 августа 2006  | 5 февраля 2007   | 13 августа 2008 | 12      | - Пять аудиокомментариев от съемочной команды - В/О с Дэвидом Симоном и творческим коллективом, courtesy of the Museum of Television & Radio - Разговор с Дэвидом Симоном в Eugene Lang College, The New School for Liberal Arts                    | 5     |
| 4     | 4 декабря 2007  | 10 марта 2008    | 13 августа 2008 | 13      | - Шесть аудиокомментариев от съемочной команды и актёров - короткометражный фильм «It’s All Connected» - короткометражный фильм «The Game is Real»                                                                                                  | 4     |
| 5     | 12 августа 2008 | 22 сентября 2008 | 2 февраля 2010  | 10      | - Шесть аудиокомментариев от съемочной команды и актёров - «The Wire: The Last Word» — документальное исследование роли телевидения - «The Wire Odyssey» — ретроспектива первых четырёх сезонов - Приквел The Wire - From the Wrap Party Gag Reels… | 4     |
| Все   | 9 декабря 2008  | 8 декабря 2008   | 2 февраля 2010  | 60      | - Включает в себя все предыдущие бокс-сеты | 23    |